# Rudolf Belling
Rudolf Edwin Belling (Berlino, 26 agosto 1886 – Krailling, 9 giugno 1972) è stato uno scultore tedesco.

## Biografia
Nel 1932 espose una propria scultura alla competizione artistica indetta per celebrare i Giochi della X Olimpiade, ma dall'anno seguente gli fu impossibile esporre in Germania a causa delle sue posizioni politiche e artistiche, che lo portarono ad essere bollato dai nazisti come artista degenerato. Nel 1933 fu inoltre costretto a dimettersi dall'Accademia delle arti di Prussia.
Nel 1935 si trasferì per otto mesi negli Stati Uniti, dove espose le proprie opere in gallerie di rilievo e tenne lezioni di scultura in tutto il paese. Successivamente tornò in Germania per portarne via il figlio Thomas: la prima moglie dello scultore (e madre di Thomas) era ebrea, il che rendeva la posizione del bambino alquanto precaria nella Germania nazista. Nel 1937 emigrò a Istanbul, dove visse e lavorò per oltre trent'anni. Professore all'Accademia di belle arti di Istanbul, Belling nel 1942 si risposò con Yolanda Carolina Manzini, da cui ebbe la seconda figlia Elisabeth l'anno successivo. Dal 1951 al 1966 fu professore all'Università tecnica di Istanbul e nel 1955 fu insignito dell'Ordine al merito di Germania. Tornò definitivamente in patria nel 1966 all'età di ottant'anni e lì trascorse il resto della sua vita a Krailling, nei pressi di Monaco, dove morì nel 1972.